# トレトレクリッパー
トレトレクリッパー（TRAIL TRAIL CLIPPER）は、ナムコ（後のバンダイナムコアミューズメント）が販売していた、プライズゲームに分類されるアーケードゲーム機。
2人用。2003年登場。

## 概要
一般的なクレーンゲームと同様で、プレイヤーがクレーンを操り、景品を獲得するゲームである。基本操作には2つの押しボタンを使用する。
1. まず、景品口上に位置しているクレーンを、第1ボタンで左右いずれか（単方向のみ）に移動させる。移動中は限界点に到達する以前であれば動き続け、ボタンを離すと停止、再度押してもそれ以上は動かない。
2. 次に、第2ボタンでクレーンを奥方向に移動させる。なお、クレーンはボタンを離すか限界点に達するまでは動き続ける。
3. 以降は自動的に、アームが開く→クレーンが下降する→アームが閉じる→クレーンが上昇する→クレーンが景品口上に移動する→アームが開閉、という動作が行われ、初期状態に戻る

というように操作する。
横移動や縦移動、下降、上昇、アームの開閉のほぼ全ての動作が他の一般的なクレーンゲームに比べ、低速度なのが特徴。
この機種より前に登場した「ワイワイクリッパー」や「ワイワイクリッパー ブルーバージョン」とほぼ同じコントロールパネル及び、本体をしており、同じく土台に傾斜がつけられる。
ビルボードはグリーン、その他本体はホワイトを基調としつつ本体下部やコントロールパネル部はカラフルな配色となったものと、ビルボードがホワイトとブルー、その他本体はホワイトを基調としつつ本体下部やコントロールパネル部にもブルーを配色した2種類が存在し、それぞれで「トレトレクリッパー」のロゴ書体も違う。
部品調達難に伴い、2017年10月に修理サポートが終了した。

### 主な機能
- 引きずり機能

アーム閉→上昇動作中に手前に移動させる機能。通常0mm。
- フロア傾斜

-２度から10度までフロアを自動で傾斜させる。通常0度。
- 落下設定

シューター上でアームを下げてから開く動作に移行するか
- ペイアウト設定

引きずりが有効になっているときの引きずる幅を調整するパーセンテージの設定。通常OFF。
- 第三ボタン設定

第三ボタンを設置した際に使用。主に再度キャッチや動作の取り消し、アームの下降設定が設定できる。
- タイマーモード

取り放題設定が60秒90秒120秒のいずれかで設定できる。通常OFF。
- 移動往復設定

限界点まで移動した際に往復する設定。通常OFF。
- 移動やり直し設定

ボタンを離した際に再度移動ができるかの設定。通常OFF。
- 故障設定

景品センサー、自動フロア傾斜のON/OFF。
- 営業設定

操作ロックの設定。設定を行うと該当するステーションの電源が切れる。
- コメント

音声によるコメントが流れるかの設定。
- 使用言語

コメントの言語が変わる。日本語か英語で変更可能。なお、設定画面は日本語表示のみ。